# Atherigona decempilosa
Atherigona decempilosa este o specie de muște din genul Atherigona, familia Muscidae, descrisă de Dike în anul 1987. Conform Catalogue of Life specia Atherigona decempilosa nu are subspecii cunoscute.